# 2018-as vései földrengés
A 2018-as vései földrengés 2018. március 7-én következett be a Somogy megyei Vésén, helyi idő szerint 12:22-kor. A 2,4-es erősségű rengés következtében senki sem vesztette életét, senki sem sérült meg. A földrengés olyan gyenge volt, hogy a helyi lakosság nem érzékelte. A Kövesligethy Radó Szeizmológiai Obszervatórium szakértői szerint az ilyen erejű földmozgások maximum halk morajlással járhatnak. A rengéssel kapcsolatban nem volt szükség a katasztrófavédelem beavatkozására.